# Wrota Chałubińskiego
Die Wrota Chałubińskiego (slowakisch Chałubińského brána, deutsch Chałubiński-Tor) ist ein Gebirgspass im Süden der polnischen Woiwodschaft Kleinpolen und der Slowakei in der Hohen Tatra. Der Pass befindet sich in der Gemeinde Bukowina Tatrzańska auf dem Hauptkamm der Tatra und verbindet das Tal Dolina Rybiego Potoku mit dem Tal Piargová dolina. Der Pass ist 2022 m n.p.m. hoch und grenzt an die Gipfel Kopa nad Wrotami sowie Szpiglasowy Wierch.

## Tourismus
▬  Über den Pass führt ein rot markierter Wanderweg vom Tal Dolina za Mnichem zum ▬ gelben Wanderweg Ceprostrada.

## Erstbesteigung
Es ist nicht bekannt, wer den Bergpass als erster bestiegen hat.

## Etymologie
Der Bergpass ist nach dem Zakopaner Arzt Tytus Chałubiński benannt.